# Quincy Troupe
Quincy Thomas Troupe, Jr. (* 22. Juli 1939 in St. Louis) ist ein amerikanischer Autor, der als Dichter, Redakteur, Publizist und Hochschullehrer hervorgetreten ist. Am bekanntesten wurde er als Biograph des Jazzmusikers Miles Davis.

## Leben und Wirken
Troupe ist der Sohn des Baseball-Profis Quincy Trouppe. Er besuchte die Grambling State University mit einem Basketball-Stipendium. Nach Auslaufen des Stipendiums gab er das Studium auf und trat 1963 in die Armee der Vereinigten Staaten ein, wo er in Frankreich stationiert wurde und im Basketballteam der Armee spielte. Während seines Aufenthalts in Frankreich kam es angeblich zu einer zufälligen Begegnung mit Jean-Paul Sartre, der ihm empfahl, sich in der Poesie zu versuchen. 1964 veröffentlichte er sein erstes Gedicht in Paris Match.
Nach der Entlassung aus der Armee zog Troupe 1966 nach Los Angeles, wo er regelmäßig am Watts Writers Workshop teilnahm und begann, Gedichte in einem mehr auf Jazz basierenden Stil zu schreiben. Auf einer Tournee mit der Watts-Gruppe begann er zudem, als Lehrer zu arbeiten. Der Watts Writers Workshop befand sich in einem Gebäude, in dem zudem ein von der Bürgerrechtsbewegung und Black Power genutztes Theater war. Dort traf Troupe auf Autoren, die in anderen Städten tätig waren, wie Ishmael Reed oder James Baldwin. 1968 gab er den Sammelband Watts Poets: A Book of New Poetry and Essays heraus.
Während der 1970er Jahre lebte Troupe in New York; seit 1971 lehrte er am Richmond College, das 1976 Teil der City University of New York als College of Staten Island wurde. Während dieser Zeit war er regelmäßig am Publizieren; so erschien 1975 sein Sammelband Giant Talk: An Anthology of Third World Writing. Als Dichter trat er allein oder in gemeinsamen Lesungen im ganzen Land auf.
1985 beauftragte das Magazin Spin Troupe mit einem exklusiven zweiteiligen Interview mit Miles Davis; es führte dazu, dass er Koautor von Davis’ Autobiografie wurde. Miles: the Autobiography wurde 1990 bei Simon & Schuster veröffentlicht; das Werk wurde mit einem American Book Award ausgezeichnet. Nach dem Tod von Davis folgte das biographische Buch Miles and Me: A Memoir of Miles Davis (2000).
1991 wurde Troupe Professor für karibische und amerikanische Literatur und kreatives Schreiben an der University of California, San Diego. Am 11. Juni 2002 ernannte der damalige Gouverneur Gray Davis Troupe zum ersten kalifornischen Dichter-Preisträger. Eine Hintergrundprüfung im Zusammenhang mit der Ernennung ergab allerdings, dass Troupe nicht 1963, wie 1976 bei der Umwandlung des College of Staten Island behauptet, einen Bachelor-Abschluss in Grambling erworben hatte. Er beschloss, durch Rücktritt den politischen Schaden zu begrenzen. Daher trat er im Oktober 2002 vom Posten des Poet Laureats und auch von seinem Lehrstuhl zurück.
2006 erschien die Autobiographie The Pursuit of Happyness, die er mit dem Millionär Chris Gardner verfasst hatte (sie war später die Grundlage für den Film Das Streben nach Glück von Gabriele Muccino).
Troupe verfasste andere Bücher wie James Baldwin: The Legacy (1989). Er lebt derzeit mit seiner Frau Margaret in New York City.

## Schriften
- Earl Monroe & Quincy Troupe: Earl the Pearl: My Story, Rodale Press 2013
- Errançities, New Poems, Coffee House Press 2011
- The Architecture of Language, Coffee House Press 2006
- Chris Gardner mit Quincy Troupe: The Pursuit of Happyness, HarperCollins/Amistad 2006
- Little Stevie Wonder, A children’s book, Houghton-Mifflin 2005
- Transcircularities; New and Selected Poems, Coffee House Press, 2002
- Take it to the Hoop Magic Johnson, a children’s book Jump at the Sun 2001
- Miles and Me; A Memoir, University of California Press 2000 (auf Deutsch als Mein Freund Miles, Hannibal 2001)
- Choruses, poems, Coffee House Press 1999
- Avalanche, poems, Coffee House Press 1996
- Weather Reports: New and Selected Poems, Harlem River Press, New York and London, 1991
- Miles Davis mit Quincy Troupe: Miles: The Autobiography of Miles Davis, Simon & Schuster, New York, 1989 (auf Deutsch als: Die Autobiographie Hoffmann & Campe 1993)
- James Baldwin: The Legacy Touchstone Press (Simon & Schuster), New York, 1989
- Skulls Along the River, poems, I. Reed Books, New York, 1984
- Snake-Back Solos: Selected Poems 1969–1977, I. Reed Books, New York, 1979
- Quincy Troupe, David L. Wolper The Inside Story of T.V.'s Roots, Warner Books, New York, 1978
- Rainer Schulte, Quincy Troupe (Hrsg.): Giant Talk: An Anthology of Third World Writing, Random House, New York, 1972
- Embryo, Balenmir House, New York 1972
- Watts Poets and Writers, House of Respect, California (1968)